# Euxesta zacki
Euxesta zacki är en tvåvingeart som beskrevs av Steyskal 1986. Euxesta zacki ingår i släktet Euxesta och familjen fläckflugor.
Artens utbredningsområde är Texas. Inga underarter finns listade i Catalogue of Life.